# Jakovlev Jak-9
Jakovlev Jak-9 byl jednomotorový, jednomístný víceúčelový stíhací letoun používaný Sovětským svazem a jeho spojenci během druhé světové války a na počátku studené války. Jednalo se o vývojový typ robustního a úspěšného stíhacího letounu Jak-7B, který byl založen na pokročilém cvičném tandemovém stroji známém jako Jak-7UTI. Jaky-9 začaly přicházet k sovětským stíhacím plukům koncem roku 1942 a hrály hlavní roli při znovuzískání vzdušné převahy po nových stíhačkách Luftwaffe jako Focke-Wulf Fw 190 a Messerschmitt Bf 109G během velké bitvy u Kurska v létě 1943.
Jak-9 měl seříznutou zadní část trupu s nezakrytým překrytem kabiny. Jeho lehčí kovová konstrukce umožňovala větší nosnost paliva a výzbroje oproti předchozím modelům ze dřeva. Jak-9 dokázal manévrovat při vysokých rychlostech za letu v malých a středních výškách a byl také snadno ovladatelný. Díky těmto vlastnostem se stal jedním z nejvíce vyráběných sovětských stíhaček druhé světové války. Vznikl v různých variantách, včetně Jaku-9T s 37 mm (1,5 palce) kanónem a „velkorážního“ Jaku-9K se 45 mm (1,77 palce) kanónem střílejícím skrz náboj vrtule, který se používal v protitankovém boji a jako silný ničitel letadel, stíhacího bombardéru Jaku-9B s vnitřní pumovnicí za kokpitem pro pumy o hmotnosti až 400 kg (880 lb), dálkového Jaku-9D a Jaku-9DD s přídavnými palivovými nádržemi na křídlech pro doprovod bombardérů nad východní Evropou a Jaku-9U s výkonnějším motorem a vylepšenou aerodynamikou. Jak-9 se vyráběl od roku 1942 do roku 1948, přičemž vzniklo 16 769 letadel (14 579 během války).
Jak-9 se také ještě zúčastnil bojů v korejské válce.
Jakovlev Jak-9 byl jednomístný jednomotorový stíhací dolnoplošník smíšené konstrukce, vybavený záďovým zatahovacím podvozkem.

## Vývoj

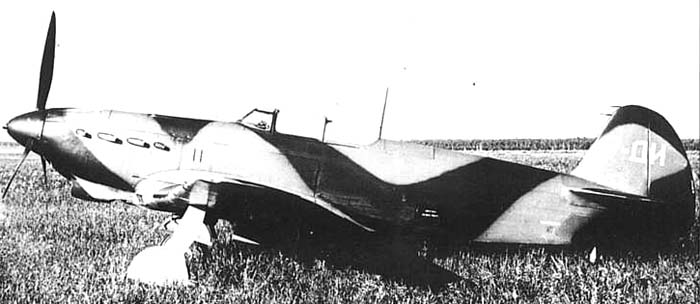
Jak-7DI

Jak-9 navazoval na poslední varianty stíhačky Jak-7, na Jak-7B a pouze v prototypu postavený Jak-7DI. Jeho vznik umožnila mnohem lepší situace sovětského metalurgického průmyslu, který dokázal zvýšit dodávky deficitních materiálů do té míry, že se mohlo uvažovat o využití hliníkových slitin nejen pro výrobu bombardovacích a bitevních strojů, ale i pro stíhací letouny. Výsledkem byla konstrukce Jaku 7DI, který měl smíšenou konstrukci křídla — původní dřevěné nosníky byly nahrazeny nosníky duralovými, což jednak vedlo k určité úspoře hmotnosti draku letounu, jednak uvolnilo vnitřní konstrukci křídla, takže bylo možno zvýšit objem vnitřních palivových nádrží letounu.
Na letadle Jak-9 se kladně projevila změna konstrukce s využitím deficitních hliníkových slitin. Konstrukce draku vycházející z Jaku-7 byla lehčí, což se projevilo na zvýšení užitečného nákladu (zejména zvýšením zásoby paliva). První prototypy vzlétly v roce 1942, poté byla ihned zahájena sériová výroba a v zimě se stroje zapojily do bojové činnosti. Na přelomu let 1942 a 1943 byla stíhačka dále zdokonalena. Byl instalován nový protitankový kanón 11-P-37 ráže 37 mm, což si vyžádalo posunutí kabiny Jaku-9 o 0,4 m dozadu. Později se montovaly i zbraně jiné ráže, například dvacetimilimetrový kanón MPŠ-20, třiadvacetimilimetrový MP-23-VV či jen velkorážový kulomet UBS. Montáží protitankových kanónů s protipancéřovým střelivem vznikly varianty pod označením Jak-9T. U typu Jak-9K byl experimentálně zabudován kanón ráže 57 mm. Naopak v roce 1944 byl do stíhačky instalován protitankový kanón ráže 45 mm. Mezi četnými verzemi byly i stíhací bombardéry Jak-9L a Jak-9B, vyzbrojený jen kulomety, přičemž do trupu byla umístěna pumovnice, v níž mohlo být zavěšeno až 400 kg pum (maximálně buď čtyři 100kg pumy FAB-100, nebo až 128 kusů kumulativních PT pumiček PTAB).

## Služba

### Druhá světová válka

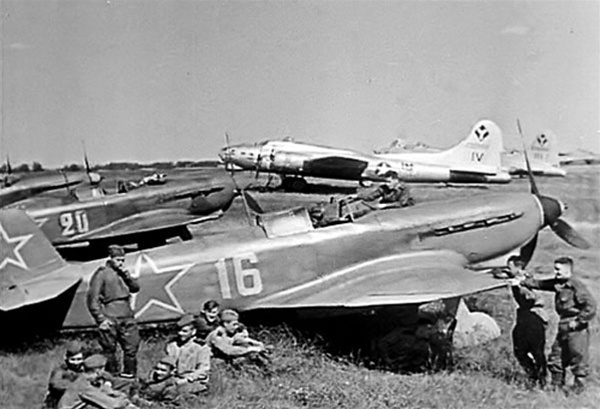
Stíhačky Jak-9 a americké bombardéry B-17 Flying Fortress během operace Frantic, 1944

První Jaky-9 vstoupily do služby v říjnu 1942 a koncem roku se zapojily do boje. Do vzdušných soubojů zasáhly na stalingradské frontě v zimě 1942/43. Pro Němce se tento stroj stal velice nepříjemným překvapením. Jaky-9 ve výškách do 4000 m převyšovaly německý Messerschmitt Bf 109G-2 v rychlosti a měly lepší stoupavost-výšky 5000 m dosáhly o 14 sekund dříve.
Od 6000 m výše byly sovětské stroje sice o 40 až 60 km/h pomalejší, avšak boje na sovětské frontě se vedly v podstatně nižších hladinách, kde se mohla převaha Jaků 9 uplatnit lépe. Typ Jak-9 byl velmi všestranný, používal se jako stíhací, dálkový stíhací, eskortní a přepadový letoun. Ve verzi Jak-9B sloužil dokonce i jako stíhací bombardér, který se užíval pro boj s tanky. Řada vylepšení výkonu a výzbroje nesnížila letové vlastnosti. Sovětští piloti považovali výkon Jak-9 za srovnatelný s typy Bf 109G a Fw 190A-3/A-4. Nicméně, na začátku německé invaze do Sovětského svazu si Jaky-9 vedly proti Luftwaffe špatně kvůli nedostatku tréninku, ačkoli v bitvě u Stalingradu začaly fungovat lépe. Po bitvě u Smolenska ve druhé polovině roku 1943 se slavná jednotka svobodných Francouzů Normandie-Němen stala Groupe a byla vybavena Jaky-9.
V červenci roku 1943 zařadil do své výzbroje 12. gardový stíhací pluk protivzdušné obrany Moskvy výškovou stíhací variantu Jak-9PD. Celková produkce pěti kusů byla vyvinuta z prototypu I-28, který poháněl motor Klimov VK-105PD s dvoustupňovým kompresorem. V roce 1944 byl uveden typ Jak-9DD, s palivovými nádržemi zvětšenými na 850 litrů, což dovolilo podnikat doprovodné lety dlouhé 2000 až 2200 km. Toho bylo využíváno např. při doprovodu amerických dálkových bombardovacích letadel B-17 a B-24, která si při mezipřistání doplňovala palivo na základně vybudované u Poltavy na Ukrajině. První jednotkou, která použila Jak-9U, mezi 25. říjnem a 25. prosincem 1944, byla 163. gardová stíhací. Piloti dostali rozkaz nepoužívat motor v bojové rychlosti, protože to zkrátilo jeho životnost pouze na dva nebo tři lety. Přesto si jednotka během 398 bojových letů vyžádala 27 Focke-Wulfů Fw 190A a jeden Bf 109G-2, za ztrátu dvou Jaků v leteckých soubojích, jednoho proti flaku a čtyř při nehodách. Jak-9U výrazně přispěly k tomu, že Sověti získali vzdušnou převahu a Němci se naučili vyhýbat Jakům „bez anténního stožáru“.
Větší formace verze Jak-9DD byla přesunuta do Bari v Apulii v Itálii na pomoc jugoslávským partyzánům na Balkáně.
Jedním z nejlépe hodnocených pilotů Jaku-9 byl  A.I. Vybornov. Létal s typem T (vybaveným 37mm kanónem NS-37 v přídi) a dosáhl 19 vzdušných vítězství plus devíti sdílených. V červnu 1945 mu byla udělena Zlatá hvězda Medaile hrdiny Sovětského svazu. Na konci války, 22. března 1945, poručík L.I. Sivko z 812. letky dosáhl vzdušného vítězství proti proudové stíhačce Messerschmitt Me 262, ale brzy poté byl zabit jiným Me 262, pravděpodobně pilotovaným Franzem Schallem, nejlépe hodnoceným pilotem Me 262.
Stíhací jednotky s tímto letounem utrpěly nižší než průměrné ztráty. Z 2 550 Jaků-9 vyrobených do konce roku 1943 bylo ztraceno v boji 383.

### Po válce
Použití Jaků 9 však druhou světovou válkou ještě neskončilo. Na začátku studené války začaly stíhačky Jak-9 narušovat americké, britské a francouzské lety ve vzdušných koridorech do Západního Berlína. Během Berlínské blokády stíhačky Jak-9 zasahovaly do leteckého mostu amerického a britského letectva. Během roku 1949 poskytl Sovětský svaz přebytečné letouny Jak-9P (VK-107) některým satelitním státům sovětského bloku, aby jim pomohl přezbrojit letectvo po blokádě Západního Berlína. V překladu z ruštiny do některých jazyků byla omylem vynechána část provozní příručky letadla: před nastartováním Jaku-9 bylo nutné 25krát ručně natočit malé olejové čerpadlo namontované v kokpitu, aby bylo zajištěno počáteční mazání dvanáctiválcového motoru Klimov, na rozdíl od německých a jiných západních stíhaček z druhé světové války vybavených nuceným uzavřeným cyklem mazání. Přeskočení tohoto neobvyklého, ale životně důležitého kroku mělo za následek časté zadření motoru během startu a počátečního stoupání, což během roku 1950 způsobilo několik úmrtí.

## Uživatelé

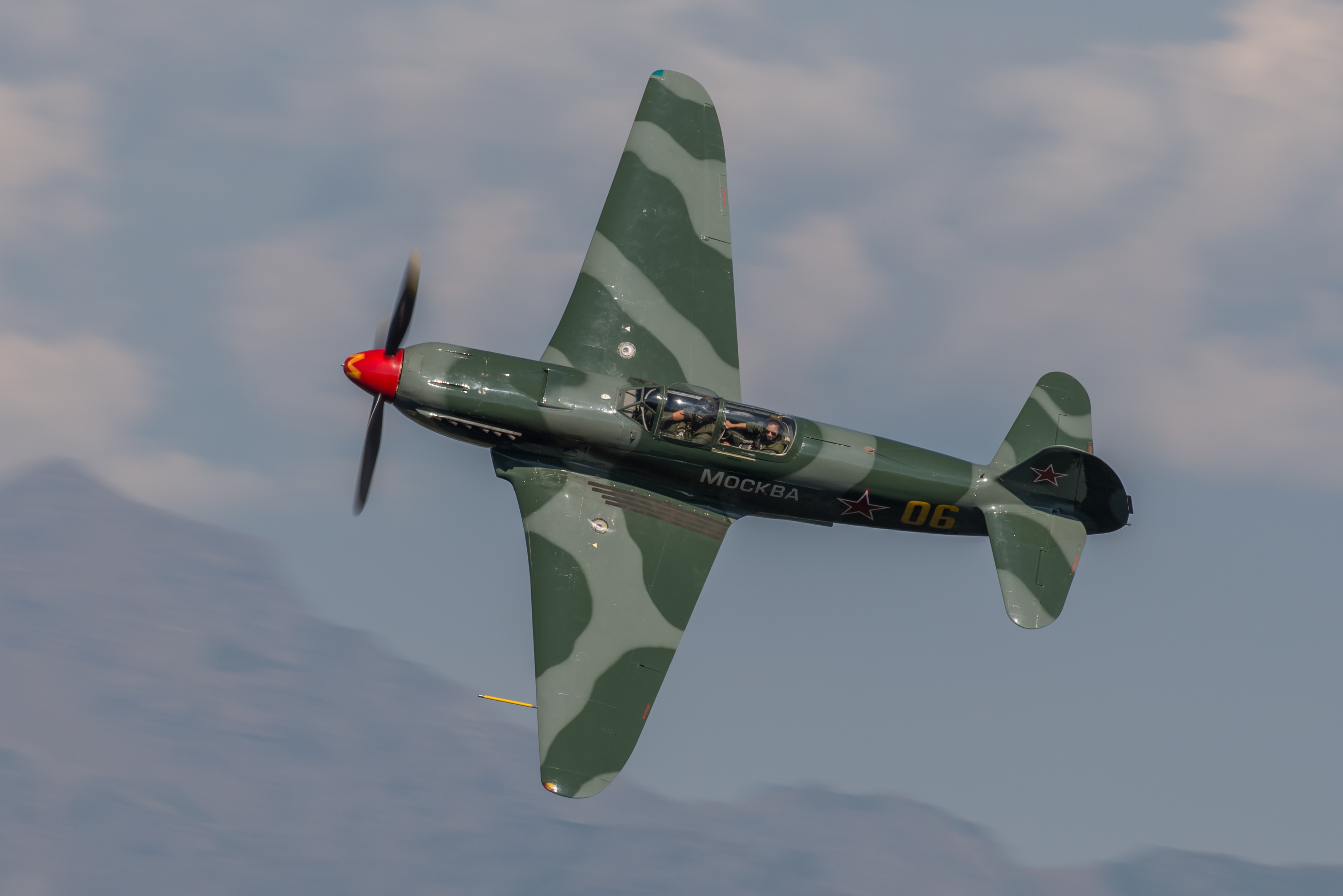
Letoun HB-RYA v Švýcarsku

Albánská lidová republika
- Albánské letectvo obdrželo v roce 1947 72 letadel, včetně 12 cvičných Jaků-9V.

 Bulharsko
- Bulharské letectvo

 Čína
- Letectvo Čínské lidové osvobozenecké armády

 Francie
- Francouzské letectvo (Armée de l'Air)
  - Normandie-Němen

 Maďarsko
- Maďarské letectvo letadla získalo v roce 1949. Maďarský název typu byl "Vércse" (Poštolka).

 Mongolsko
- Mongolské letectvo na konci června 1945 obdrželo 34 letadel.

 Severní Korea
- Severokorejské letectvo

 Polsko
- Letectvo polské armády
- Polské letectvo několik strojů provozovalo v letech 1947 až 1953.
- Polské námořnictvo

 Sovětský svaz
- Sovětské letectvo
- Vojska protivzdušné obrany

 Jugoslávie
- Jugoslávské letectvo – 16 Jaků-9T, 40 Jaků-9P, 47 Jaků-9D/M a 68 Jaků-9V v letech 1944–1950/1960[17]

## Specifikace (Jak-9)

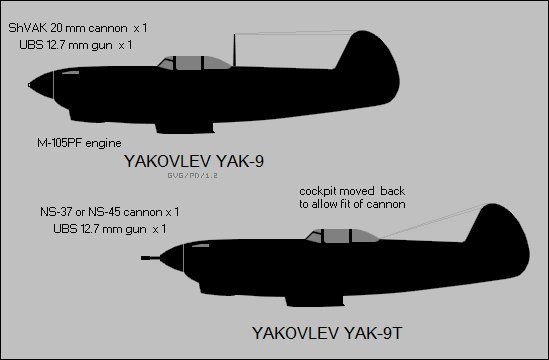
Silueta Jaku-9T v porovnání s dřívější variantou

### Technické údaje
- Osádka: 1
- Rozpětí: 9,74 m
- Délka: 8,50 m
- Nosná plocha: 17,15 m²
- Hmotnost prázdného letounu: 2277 kg
- Vzletová hmotnost: 2873 kg
- Pohonná jednotka: 1 × dvanáctiválcový vidlicový motor Klimov VK-105PF
- Maximální bojový výkon: 1260 k (927 kW)

### Výkony
- Maximální rychlost:
  - u země: 520 km/h
  - ve výšce 4300 m: 599 km/h
- Praktický dostup: 11 100 m
- Čas výstupu do výšky 5000 m: 5,1 minuty
- Dolet: 875 km

### Výzbroj
- 1 × kanón ŠVAK ráže 20 mm střílející osou vrtule
- 1 × synchronizovaný kulomet UBS ráže 12,7 mm nad motorem, asymetricky umístěný na levé straně

## Specifikace (Jak-9M)

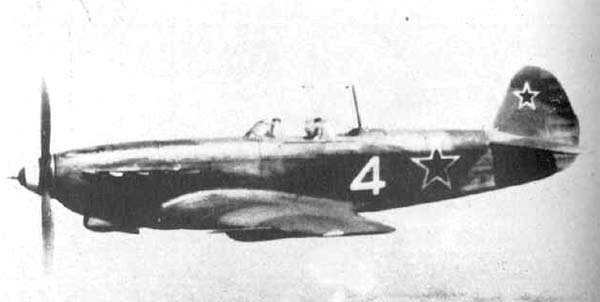
Jak-9M

Jakovlev Jak-9P

### Technické údaje
- Osádka: 1
- Rozpětí: 9,74 m
- Délka: 8,50 m
- Nosná plocha: 17,15 m²
- Hmotnost prázdného letounu: 2428 kg
- Vzletová hmotnost: 3095 kg
- Pohonná jednotka: 1 × dvanáctiválcový vidlicový motor Klimov VK-105PF
- Maximální bojový výkon: 1260 k (927 kW)

### Výkony
- Maximální rychlost:
  - u země: 518 km/h
  - ve výšce 3750 m: 573 km/h
- Praktický dostup: 9400 m
- Čas výstupu do výšky 5000 m: 6,1 minuty
- Dolet: 950 km

### Výzbroj
- 1 × kanón ŠVAK ráže 20 mm střílející osou vrtule
- 1 × synchronizovaný kulomet UBS ráže 12,7 mm nad motorem, asymetricky umístěný na levé straně

## Specifikace (Jak-9DD)

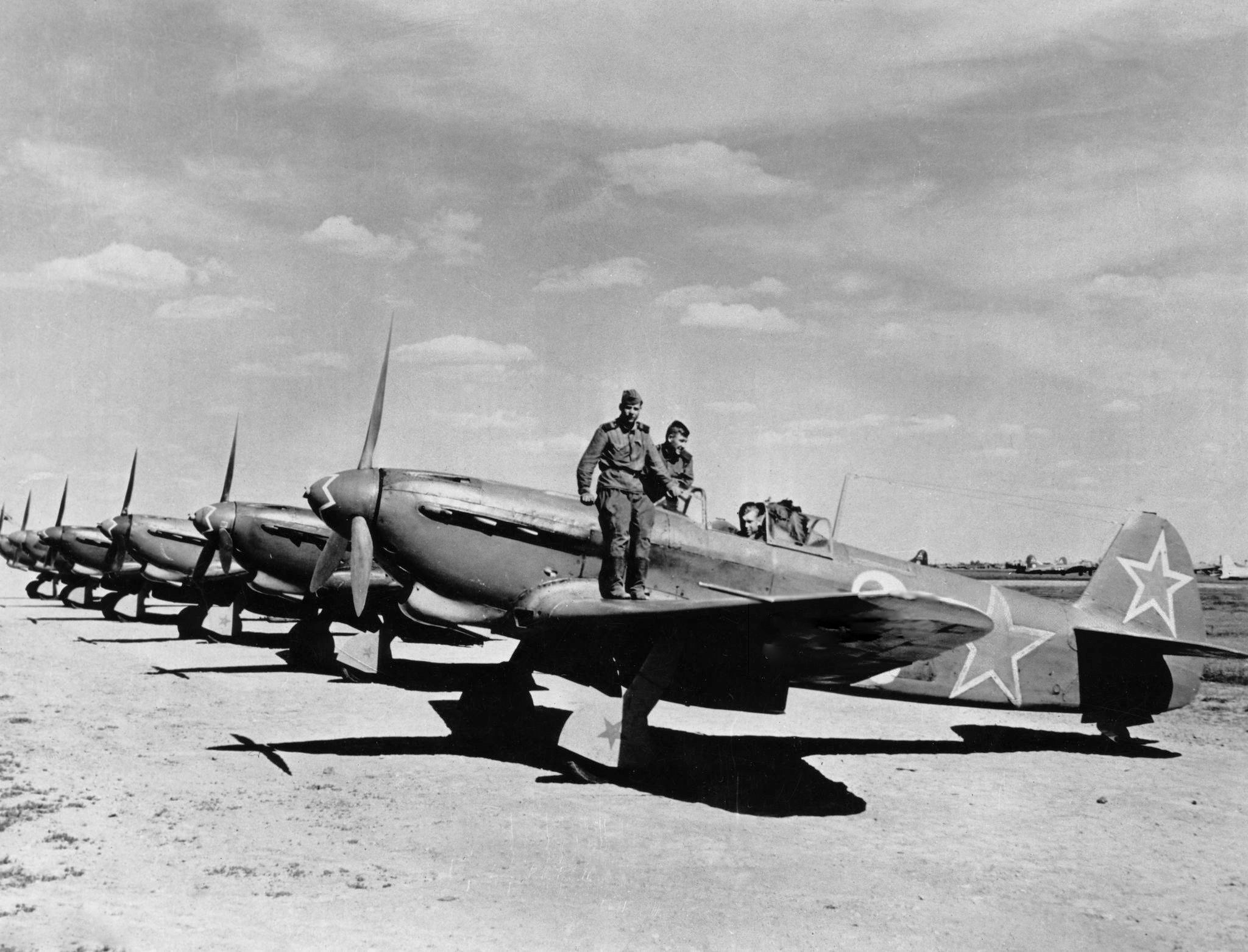
Jak9DD

### Technické údaje
- Osádka: 1
- Rozpětí: 9,74 m
- Délka: 8,50 m
- Nosná plocha: 17,15 m²
- Hmotnost prázdného letounu: 2346 kg
- Vzletová hmotnost: 3387 kg
- Pohonná jednotka: 1 × dvanáctiválcový vidicový motor Klimov VK-105PF
- Maximální bojový výkon: 1260 k (927 kW)

### Výkony
- Maximální rychlost:
  - u země: 522 km/h
  - ve výšce 3900 m: 584 km/h
- Praktický dostup: 9400 m
- Čas výstupu do výšky 5000 m: 6,8 minuty
- Dolet: 1330 km
- Maximální dolet: 2200 km

### Výzbroj
- 1 × kanón ŠVAK ráže 20 mm střílející osou vrtule
- 1 × synchronizovaný kulomet UBS ráže 12,7 mm nad motorem, asymetricky umístěný na levé straně[p 1]

## Specifikace (Jak-9U)

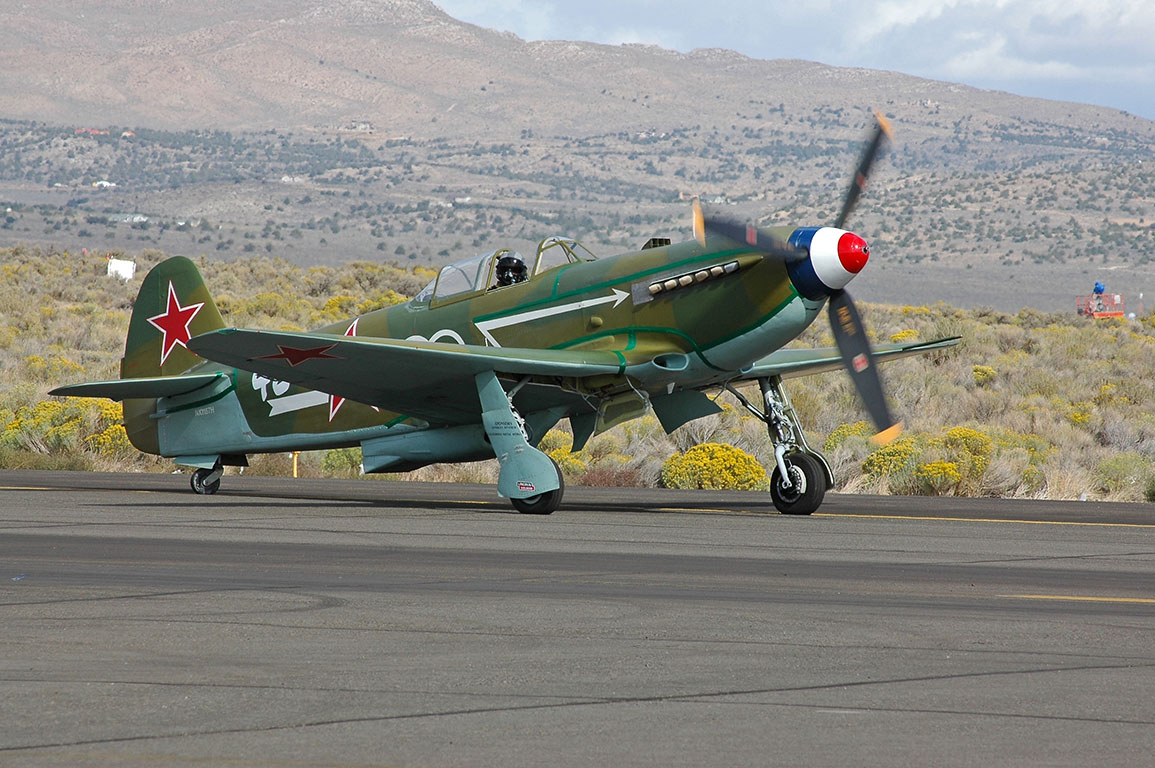
Letuschopná replika stroje Jak-9U

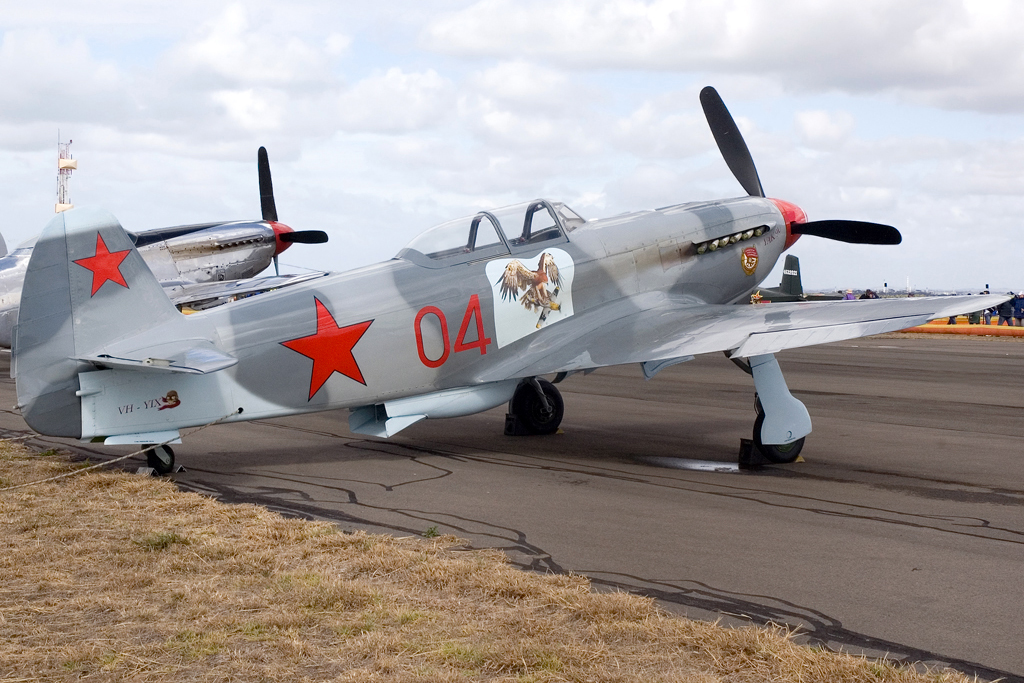
Jakovlev Jak-9UM

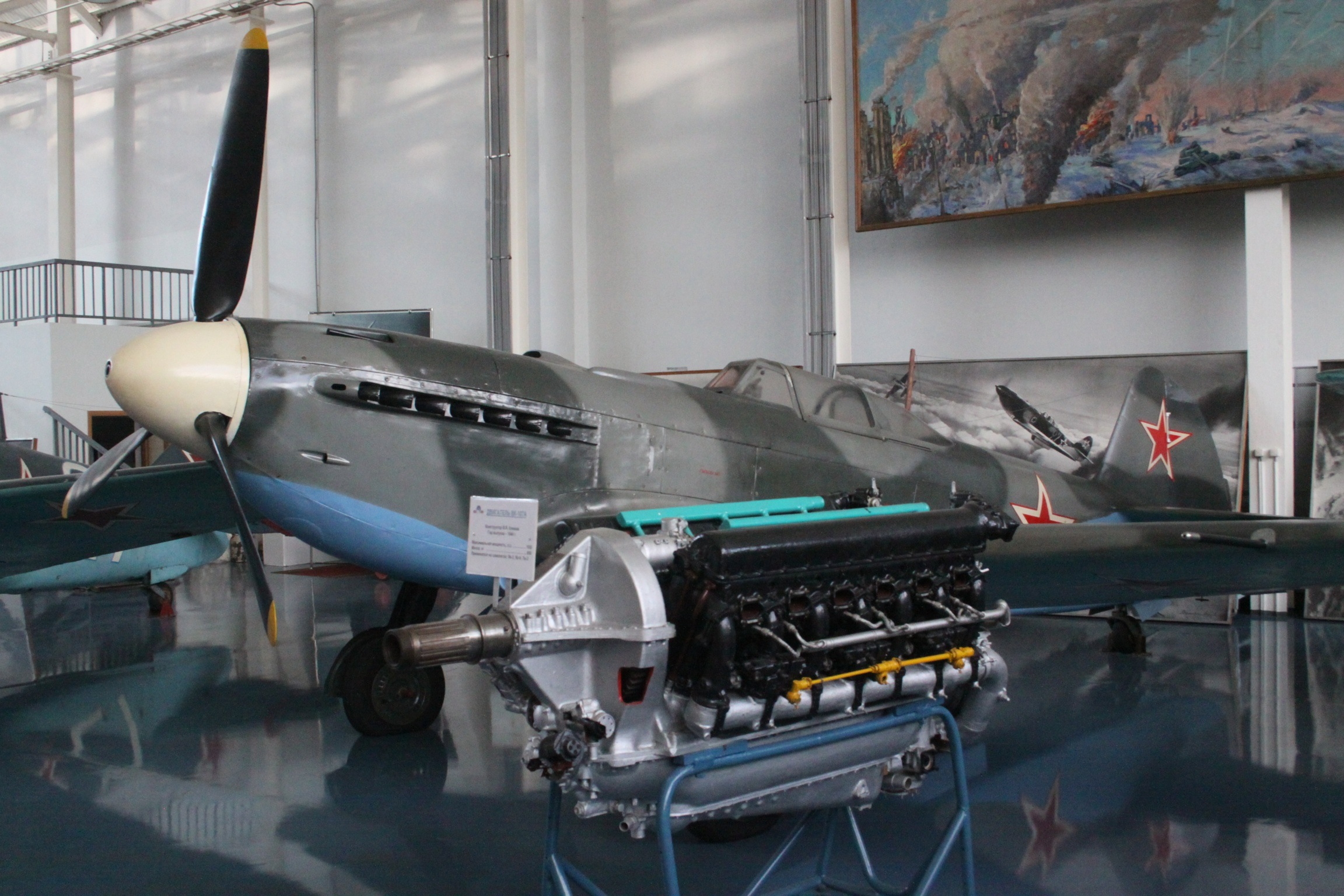
Jak-9U

### Technické údaje
- Osádka: 1
- Rozpětí: 9,74 m
- Délka: 8,55 m
- Výška: 3,20 m
- Nosná plocha: 17,15 m²
- Hmotnost prázdného letounu: 2512 kg
- Vzletová hmotnost: 3204 kg
- Pohonná jednotka: 1 × dvanáctiválcový vidlicový motor Klimov VK-107A

### Výkony
- Maximální rychlost:
  - u země: 575 km/h
  - ve výšce 5000 m: 672 km/h
- Praktický dostup: 10 650 m
- Čas výstupu do výšky 5000 m: 5 minut
- Dolet: 675 km

### Výzbroj
- 1 × kanón ráže 20 mm střílející osou vrtule
- 2 × synchronizovaný kulomet ráže 12,7 mm nad motorem